# Túnel de Sóller
El túnel de Sóller es un túnel carretero situado en la isla de Mallorca bajo la sierra de Alfabia. Forma parte de la carretera Ma-11, que une  Palma de Mallorca  la capital de la isla y el Puerto de Sóller. Fue inaugurado el 19 de febrero de 1997, y desde entonces ha sido objeto de continua polémica por las implicaciones políticas que acarreó al entonces presidente balear Gabriel Cañellas en el que se conoce como el caso Túnel de Sóller, y por los problemas de seguridad del túnel.

## Descripción
El túnel tiene una longitud de 3023 metros. Puede ser evitado ascendiendo el puerto de Sóller por la antigua carretera.
La sociedad concesionaria se denomina Compañía Concesionaria del Túnel de Sóller, S.A., participada por FCC y Bankia a través del grupo concesional Globalvía Infraestructuras, S.A. El contrato de concesión para su construcción y mantenimiento tiene una duración de 33 años y se encuentra en explotación desde 1989.
El tráfico promedio en 2010 fue de 7752 vehículos diarios.
En enero de 2017, cuando era de pago, el precio para un turismo no residente en la zona era de 5,10 €, siendo así el túnel más caro por kilómetro en España (1,68 € por cada kilómetro recorrido). El día 28 de diciembre de 2017, antes de la fecha prevista, pasó a ser gratuito.
El 25 de junio de 2003 el Real Automóvil Club de España (RACE) hizo un estudio con los túneles en europa y determinó que el Túnel de Sóller era el más peligroso de europa por la ausencia de teléfonos SOS y salidas de emergencia. 

## Corrupción
Los hechos consistieron en la adjudicación irregular de las obras de construcción del Túnel de Sóller a Antoni Cuart, un empresario socio del presidente Gabriel Cañellas y el pago de este de unos 50 millones de pesetas a la Fundació Illes Balears, presidida por Gabriel Cañellas y al mismo PP, para sufragiar los gastos de las campañas electorales de 1989 y 1991.